# Verbundkurve

Darstellung der Verbundkurve

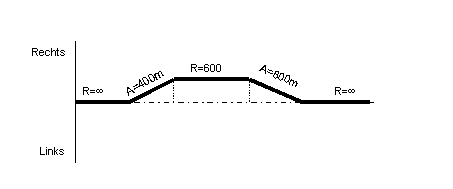
Krümmungsband der Verbundkurve

Eine Verbundkurve ist eine Kurve mit der Entwurfselementenfolge Gerade – Klothoide – Kreisbogen – Klothoide – Gerade. Sie wird bei der Trassierung von Straßen und Bahnstrecken verwendet. Der Parameter der Klothoiden sollte umso größer sein, je kleiner der nachfolgende Kurvenradius ist. Auf diesem Weg wird ein langer und allmählicher Übergang erzielt. 
Mit Hilfe der Verbundkurve wird eine gleichmäßige Zunahme bzw. Abnahme der Krümmung erreicht und damit eine sichere Kurvenfahrt gewährleistet. Die Verbundkurve kann als symmetrisch bezeichnet werden, wenn die beiden Klothoidenparameter identisch sind. Kommen dagegen unterschiedliche Parameter zum Einsatz, handelt es sich um eine asymmetrische Verbundkurve.